# Armando Villanueva del Campo
Armando Villanueva del Campo (Lima, 25 de noviembre de 1915-Lima, 14 de abril del 2013) fue un periodista y político peruano. Líder histórico del Partido Aprista Peruano, ejerció durante el primer gobierno de Alan García como ministro del Interior, ministro de la Presidencia y presidente del Consejo de Ministros. También se desempeñó como senador en 2 periodos, presidente del Senado en 1986 y de la Cámara de Diputados en 1967.

## Biografía
Armando Villanueva del Campo nació en la ciudad de Lima, el 25 de noviembre de 1915. Fue hijo del diputado Pedro Villanueva Urquijo y de Carmen Rosa del Campo. Su padre fue un médico y político anticivilista, quien, por su cercanía con el presidente Augusto B. Leguía –del cual era amigo y médico personal–, estuvo preso y desterrado durante la dictadura de Luis Miguel Sánchez Cerro. 
Villanueva realizó sus estudios primarios en el Colegio Sagrados Corazones Recoleta y los secundarios en el Colegio San Luis de los Hermanos Maristas (Barranco), los cuales concluyó en 1932.
Fue muy cercano colaborador del histórico Víctor Raúl Haya de la Torre, fundador y líder de la Alianza Popular Revolucionaria Americana. En 1931, Villanueva se inscribió en el Partido Aprista Peruano, en la base del distrito de Miraflores. Al año siguiente acompañó al líder aprista Luis Felipe de Las Casas Grieve en la fundación del Centro de Estudios Revolucionarios Adelante.
En 1934 fue uno de los fundadores de la Federación Aprista Juvenil (denominada luego Juventud Aprista Peruana), de la cual fue secretario general. Su primera detención se produjo en noviembre de dicho año, cuando participó en el fallido intento de capturar el Cuartel Militar de Barbones para apoderarse del armamento e iniciar una revolución armada contra el gobierno dictatorial de Óscar R. Benavides. Los detenidos fueron llevados a la isla penal de El Frontón. Liberado en abril de 1935, retornó a la lucha política clandestina y organizó el primer Congreso de la Federación Aprista Juvenil; paralelamente ingresó a la Facultad de Letras de la Universidad Nacional Mayor de San Marcos.
Se dedicó a múltiples actividades partidarias hasta que en 1938 terminó apresado; fue liberado en 1940, y en mayo del mismo año fue deportado a Chile; intentó retornar en 1941, pero fue deportado nuevamente. En 1943 regresó al Perú junto a Carlos García Ronceros, juntos radicaron en Arequipa, donde apoyaron la conformación del Frente Democrático Nacional (FDN), cuya organización había sido encargada por Víctor Raúl Haya de la Torre a Ramiro Prialé. El FDN contó con la participación de jóvenes políticos de diversas ideologías, incluyendo al futuro presidente Fernando Belaúnde Terry, y llevó al poder al presidente José Luis Bustamante y Rivero en las elecciones de 1945.
Después de la proscripción del Partido Aprista, a raíz del fracaso del intento revolucionario del 3 de octubre de 1948, dirigido contra el gobierno del presidente José Luis Bustamante y Rivero, se produjo el golpe de Estado encabezado por el general Manuel Odría y Villanueva sufrió una nueva prisión, desde noviembre de 1948 a diciembre de 1951. Luego fue deportado a México. Por entonces ocupó el cargo de secretario general del Comité Coordinador de los Desterrados Apristas.
En 1953, en la Argentina, fue director de la revista Síntesis Económica Americana; luego en Chile trabajó en Los Tiempos y en Última Hora y fue director de Panorama Político hasta 1955. Ese mismo año retornó clandestinamente al Perú para impulsar la organización partidaria.

## Carrera política

### Diputado por Lima
Al ser miembro del Partido Aprista Peruano, Villanueva inicia su carrera política en 1963 cuando fue elegido como diputado de la república por Lima Metropolitana. Posteriormente, en 1967 fue elegido como presidente de la Cámara de Diputados para el periodo 1967-1968 y durante su gestión, realizó la creación del Museo del Congreso y de la Inquisición el 26 de julio de 1968. 
El 3 de octubre de 1968, tras haber dejado la presidencia, su cargo como diputado fue interrumpido luego del golpe de Estado realizado por el general Juan Velasco Alvarado, quien luego encabezaría el Gobierno Revolucionario de las Fuerzas Armadas. Al iniciarse la dictadura de Velasco, Villanueva dirigió la oposición del aprismo, siendo su secretario colegiado, hasta su destierro en 1975.
Posteriormente tras la muerte de Víctor Raúl Haya de la Torre, Villanueva asumió la presidencia del aprismo desde 1979 hasta 1985. Ante el retorno de la democracia realizada por Francisco Morales Bermúdez, postuló a la presidencia de la república en las elecciones generales de 1980 donde finalmente quedó en segundo lugar tras el segundo triunfo de Fernando Belaúnde Terry.

### Senador de la República
En 1985, Villanueva postuló al Senado de la República para las elecciones parlamentarias. Fue aquí donde también participó Alan García a la presidencia de la república siendo luego elegido para el periodo presidencial 1985-1990. Villanueva también logró tener éxito en su elección como senador para el periodo parlamentario 1985-1990.

#### Presidente del Senado
El 26 de julio de 1986, Villanueva es elegido como el nuevo presidente del Senado de la República para el periodo 1986-1987. Luego al año siguiente presidió la Comisión de Relaciones Exteriores y también presidió la Comisión Organizadora del XVII Congreso de la Internacional Socialista en 1986. También anunció la posibilidad de realizar un diálogo con el grupo terrorista Sendero Luminoso con el fin de llegar a la paz social.

## Primer gobierno de Alan García

### Primer ministro y Ministro de la Presidencia
El 13 de mayo de 1988, ante la renuncia de Guillermo Larco Cox a la presidencia del Consejo de Ministros y al Ministerio de la Presidencia, Villanueva fue nombrado por Alan García en reemplazo de ambos cargos el 17 de mayo de 1988.
Como tal anunció que pondría en práctica una política de “correcciones graduales”. Villanueva tuvo que respaldar el "paquetazo" de septiembre de 1988 y afrontar la oleada de protestas sociales, los violentos episodios de represión contra mineros y campesinos, las demandas de renuncia del presidente y los paros armados de Sendero Luminoso. 
Permaneció en ambos cargos hasta que finalmente renunció el 1 de enero de 1989 al Ministerio de la Presidencia, siendo luego reemplazado por Agustín Mantilla, y al premierato el 15 de mayo donde fue reemplazado por Luis Alberto Sánchez. 

### Ministro del Interior
El 2 de marzo de 1989, Villanueva también ejerció como ministerio del Interior a los 73 años de edad y permaneciendo hasta la presidencia de Luis Alberto Sánchez.
Durante su gestión, se enfrentó a las protestas sociales y a las acciones terroristas del Movimiento Revolucionario Túpac Amaru (MRTA) liderado por Víctor Polay Campos. Finalmente, después del asesinato del diputado aprista Pablo Li Ormeño que pareció ser un atentado senderista, Villanueva renunció a su cargo el 1 de marzo de 1989. La carta que daba cuenta de su renuncia denotaba cansancio y frustración. En mayo del mismo año renunció a todos sus cargos en el gabinete.

## Regreso a la política

### Senador
En las elecciones parlamentarias de 1990, Villanueva postula nuevamente al Senado por el APRA y resulta reelegido con 73,685 para el periodo 1990-1995. Sin embargo, su cargo luego sería disuelto el 5 de abril de 1992 tras el autogolpe de Estado decretado por el dictador Alberto Fujimori. Villanueva formó parte de la oposición a la medida y durante las protestas contra el ilegal cierre del Congreso, fue atacado por bombas lacrimógenas.
Durante el gobierno del presidente Alberto Fujimori, Villanueva presidió, como embajador extraordinario, la delegación de parlamentarios ante los países garantes del Protocolo de Paz, Amistad y Límites de Río de Janeiro en 1991. 
En 2004, durante el gobierno del presidente Alejandro Toledo, fue elegido presidente del Foro Ayacucho, creado con motivo de constituirse en Lima la Comunidad Sudamericana de Naciones. Además, fue representante del Perú ante el Grupo de Situaciones de la Comisión de Derechos Humanos (Ginebra) y dirigente de la Comisión Permanente de Partidos Políticos de América Latina (COPPPAL).
Apoyó al Segundo gobierno de Alan García e incentivó la reestructuración del aprismo. También se mostró a favor del indulto al condenado dictador Alberto Fujimori, pese a que Villanueva fue un gran opositor a su gobierno.

## Fallecimiento
El domingo 14 de abril del 2013, tras diagnosticar varios problemas de salud, Armando Villanueva del Campo falleció a los 97 años de edad en la Clínica San Felipe de la ciudad de Lima. Sus restos luego fueron velados inicialmente en su residencia en el Distrito de Santiago de Surco, siendo llevados el día martes 16 a la Casa del Pueblo, donde fue homenajeado por diversos políticos apristas y por el expresidente Alan García con un emotivo discurso.
Villanueva fue trasladado a la Universidad Nacional Federico Villarreal, donde tuvo un breve homenaje, luego hasta la Plaza de Armas, donde la alcaldesa Susana Villarán y el presidente Ollanta Humala saludaron el féretro reconociendo su fructífera vida política. Posteriormente, el cortejo se dirigió al Congreso de la República donde fue homenajeado por diversos políticos. Al promediar las cuatro de la tarde, el ataúd fue ingresado al Cementerio de El Ángel de Lima, para su sepultura.

## Obras
- Entre la difamación y el silencio (1971)
- La gran persecución (2004)
- Arrogante Montonero. Conversaciones (2011) Con Pablo Macera
- El libro Rojo. Los Inicios (2015)

## Distinciones
- Orden El Sol del Perú, en el grado de Gran Cruz, Gobierno del Perú
- Medalla de Honor del Congreso de la República, Congreso de la República del Perú
- Orden al Mérito, en el grado de Gran Cruz, Fuerza Aérea del Perú
- Orden al Mérito, en el grado de Gran Cruz, Marina de Guerra del Perú
- Orden Bernardo O’Higgins, en el grado de Gran Cruz, Gobierno de Chile
- El Cóndor de los Andes, en el grado de Gran Oficial, Gobierno de Bolivia
- Orden del Libertador, en el grado de Gran Cordón, otorgada por el Gobierno de Venezuela
- Orden Nacional al Mérito, en el grado de Gran Cruz, otorgada por el Gobierno de Ecuador
- Condecoración del Señor de Sipán, otorgada por el presidente de la Región Lambayeque
- Gran Orden Chan Chan, en el grado de Gran Oficial, Región La Libertad
- Medalla de Honor, Colegio de Periodistas del Perú
- Medalla de Honor, Federación de Periodistas del Perú
- Distinción a los valores democráticos Fernando Belaúnde Terry, Universidad San Ignacio de Loyola
- Medalla de Lima, Municipalidad de Lima (2011).
- Medalla de Honor de la Gran Logia Constitucional del Perú, otorgada por el Gran Maestro M:.R:.H:. Julio Carlos Pacheco Giron
- Condecoración de la Orden del Sol e el grado de Soberano Gran Comendador, de la Gran Logia Constitucional del Perú, otorgada en la Ceremonia del 1.er. Aniversario del Día de Masonería en el Perú, instituido por D.S. firmado por el presidente Constitucional del Perú Alan García Pérez.